# Vortová
Vortová är en ort i Tjeckien.   Den ligger i regionen Pardubice, i den centrala delen av landet, 120 km öster om huvudstaden Prag. Vortová ligger 611 meter över havet och antalet invånare är 251.
Terrängen runt Vortová är huvudsakligen platt, men söderut är den kuperad. Runt Vortová är det ganska glesbefolkat, med 43 invånare per kvadratkilometer. Närmaste större samhälle är Žďár nad Sázavou, 16,7 km söder om Vortová. I omgivningarna runt Vortová växer i huvudsak barrskog.